# Shoalhaven Heads
Shoalhaven Heads är en ort i Australien. Den ligger i kommunen Shoalhaven Shire och delstaten New South Wales, i den sydöstra delen av landet, omkring 120 kilometer söder om delstatshuvudstaden Sydney. Antalet invånare är 2 910.
Närmaste större samhälle är Nowra, omkring 14 kilometer väster om Shoalhaven Heads. 
I omgivningarna runt Shoalhaven Heads växer i huvudsak städsegrön lövskog. Genomsnittlig årsnederbörd är 1 352 millimeter. Den regnigaste månaden är februari, med i genomsnitt 211 mm nederbörd, och den torraste är juli, med 36 mm nederbörd.